# Puccinia lasiagrostis
Puccinia lasiagrostis ist eine Ständerpilzart aus der Ordnung der Rostpilze (Pucciniales). Der Pilz ist ein Endoparasit von Artemisia-Arten sowie des Süßgrases Stipa splendens. Symptome des Befalls durch die Art sind Rostflecken und Pusteln auf den Blattoberflächen der Wirtspflanzen. Sie kommt in Zentralasien vor.

## Merkmale

### Makroskopische Merkmale
Puccinia lasiagrostis ist mit bloßem Auge nur anhand der auf der Oberfläche des Wirtes hervortretenden Sporenlager zu erkennen. Sie wachsen in Nestern, die als gelbliche bis braune Flecken und Pusteln auf den Blattoberflächen erscheinen.

### Mikroskopische Merkmale
Das Myzel von Puccinia lasiagrostis wächst wie bei allen Puccinia-Arten interzellulär und bildet Saugfäden, die in das Speichergewebe des Wirtes wachsen. Die zylindrischen Aecien der Art besitzen 22–29,5 × 17–22,5 µm große, hyaline Aeciosporen mit runzliger Oberfläche. Die Uredien des Pilzes wachsen unterseitig auf den Wirtsblättern. Ihre gelblichen Uredosporen sind 20–35 × 20–35 µm groß, kugelig bis ellipsoid und fein stachelwarzig. Die blattunterseitig und auf Hüllrohren wachsenden Telien der Art sind schwärzlich und früh offenliegend; sie werden bis zu 5 mm lang. Die Teliosporen sind zweizellig, in der Regel spindel- bis lang keulenförmig und 50–70 × 19–27 µm groß. Ihre Stiele sind hyalin bis gelblich und bis zu 175 µm lang.

## Verbreitung
Das bekannte Verbreitungsgebiet von Puccinia lasiagrostis umfasst das östliche Zentralasien zwischen Russland, China und der Mongolei.

## Ökologie
Die Wirtspflanzen von Puccinia lasiagrostis sind für den Haplonten Artemisia-Arten (womöglich auch weitere Korbblütler) sowie Stipa splendens für den Dikaryonten. Der Pilz ernährt sich von den im Speichergewebe der Pflanzen vorhandenen Nährstoffen, seine Sporenlager brechen später durch die Blattoberfläche und setzen Sporen frei. Die Art verfügt über einen Entwicklungszyklus mit Telien, Uredien, Aecien und Spermogonien und macht einen Wirtswechsel durch.